# Eunice (geslacht)
Eunice is een geslacht van borstelwormen uit de familie van de Eunicidae.

## Soorten
- Eunice aciculata (Treadwell, 1922)
- Eunice afra Peters, 1854
- Eunice alata Miura, 1977
- Eunice amphiheliae Marion in Filhol, 1885
- Eunice annulicirrata Miura, 1986
- Eunice antipathum (Pourtalès, 1867)
- Eunice aphroditois (Pallas, 1788)
- Eunice arcturi (Treadwell, 1928)
- Eunice arenosa Kinberg, 1865
- Eunice argentinensis (Treadwell, 1929)
- Eunice armillata (Treadwell, 1922)
- Eunice articulata Ehlers, 1887
- Eunice atlantica Kinberg, 1865
- Eunice aucklandica Averincev, 1972
- Eunice austropacifica Orensanz, 1990
- Eunice badia Grube, 1878
- Eunice balfouriana (McIntosh, 1885)
- Eunice barvicensis McIntosh, 1885
- Eunice benedicti (Verrill, 1885)
- Eunice bertoloni (Delle Chiaje, 1828)
- Eunice biannulata Moore, 1904
- Eunice bicirrata Rullier, 1964
- Eunice biformicirrata (Treadwell, 1922)
- Eunice bilobata Treadwell, 1906
- Eunice bipapillata Grube, 1866
- Eunice borneensis (Grube, 1878)
- Eunice bottae Quatrefages, 1866
- Eunice brasiliensis Kinberg, 1865
- Eunice brevis (Ehlers, 1887)
- Eunice bucciensis (Treadwell, 1921)
- Eunice burmeisteri Müller in Grube, 1878
- Eunice caeca Shisko, 1981
- Eunice carrerai Wu, Sun, Liu & Xu, 2013
- Eunice cedroensis Fauchald, 1970
- Eunice challengeriae McIntosh, 1885
- Eunice chicasi de Léon-González, Rivera & Romero, 2004
- Eunice cirribranchis Grube, 1870
- Eunice coccinea Grube, 1878
- Eunice coccinioides Augener, 1922
- Eunice collaris Grube, 1870
- Eunice collini Augener, 1906
- Eunice colombia Ardila, Fauchald & Lattig, 2005
- Eunice complanata Grube, 1877
- Eunice concinna Zanol, Hutchings & Fauchald, 2020
- Eunice confusus Zanol, Hutchings & Fauchald, 2020
- Eunice contingens (Chamberlin, 1919)
- Eunice crassitentaculata (Treadwell, 1922)
- Eunice cultrifera Zanol, Hutchings & Fauchald, 2020
- Eunice curticirrus Knox, 1960
- Eunice denticulata Webster, 1884
- Eunice dilatata Grube, 1877
- Eunice djiboutiensis Gravier, 1900
- Eunice donathi Carrera-Parra & Salazar-Vallejo, 1998
- Eunice dubitata Fauchald, 1974
- Eunice edwardsi McIntosh, 1885
- Eunice edwinlinkae Carrera-Parra & Salazar-Vallejo, 1998
- Eunice ehlersi Gravier, 1900
- Eunice eimeorum Fauchald, 1992
- Eunice elegans (Verrill, 1900)
- Eunice equibranchiata McIntosh, 1885
- Eunice eugeniae Fauchald, 1992
- Eunice excariboea Fauchald, 1992
- Eunice fauchaldi Miura, 1986
- Eunice fauveli Gravier, 1900
- Eunice fijiensis Baird, 1869
- Eunice filamentosa Grube & Örsted in Grube, 1856
- Eunice fimbriata Grube, 1870
- Eunice flaccida Grube, 1869
- Eunice flavapunctata (Treadwell, 1922)
- Eunice flavocuprea Grube, 1869
- Eunice flavofasciata Grube, 1878
- Eunice floridana (Pourtalès, 1867)
- Eunice franklini Monro, 1924
- Eunice frauenfeldi Grube, 1866
- Eunice fucata Ehlers, 1887
- Eunice fusicirris Grube, 1878
- Eunice gagzoi Augener, 1922
- Eunice gaimardi Quatrefages, 1866
- Eunice gallica (Savigny in Lamarck, 1818)
- Eunice goodei Fauchald, 1992
- Eunice goodsiri (McIntosh, 1885)
- Eunice gracilis Grube, 1866
- Eunice gravieri Fauvel, 1911
- Eunice grubei Gravier, 1900
- Eunice guanica (Treadwell, 1921)
- Eunice guildingi Baird, 1869
- Eunice guttata Baird, 1869
- Eunice hainanensis Wu, Sun, Liu & Xu, 2013
- Eunice hartmanae Carrera-Parra & Salazar-Vallejo, 1998
- Eunice havaica Kinberg, 1865
- Eunice hawaiensis Treadwell, 1906
- Eunice hernandezi Carrera-Parra & Salazar-Vallejo, 1998
- Eunice heterochaeta Quatrefages, 1866
- Eunice hirschi Fauchald, 1992
- Eunice hispanica (Savigny in Lamarck, 1818)
- Eunice ibarzabalae Carrera-Parra & Salazar-Vallejo, 1998
- Eunice imogena (Monro, 1924)
- Eunice impexa Grube, 1878
- Eunice indica Kinberg, 1865
- Eunice interrupta Treadwell, 1906
- Eunice investigatoris Fauvel, 1932
- Eunice jagori Grube, 1878
- Eunice japonica Fauchald, 1992
- Eunice jihueiensis Hsueh & Li, 2014
- Eunice johnsoni Hartman, 1954
- Eunice kerguelensis Averincev, 1972
- Eunice kinbergi Ehlers, 1868
- Eunice kobiensis McIntosh, 1885
- Eunice kristiani Hartmann-Schröder in Hartmann-Schröder & Zibrowius, 1998
- Eunice lanai Carrera-Parra & Salazar-Vallejo, 1998
- Eunice langi (Treadwell, 1943)
- Eunice leptocirrus Grube, 1870
- Eunice leucodon Ehlers, 1901
- Eunice leucosticta Grube, 1878
- Eunice levibranchia (Hoagland, 1920)
- Eunice lita (Chamberlin, 1919)
- Eunice longicornis Grube, 1866
- Eunice macrobranchia Schmarda, 1861
- Eunice macrochaeta Schmarda, 1861
- Eunice magnifica Grube, 1866
- Eunice makemoana (Chamberlin, 1919)
- Eunice manihine Longbottom, 1970
- Eunice manorae Aziz, 1938
- Eunice marconii Nogueira, Steiner & Amaral, 2001
- Eunice marenzelleri Gravier, 1900
- Eunice margaritacea Williams, 1853
- Eunice margariticacea Fischli, 1900
- Eunice marianae Hartmann-Schröder in Hartmann-Schröder & Zibrowius, 1998
- Eunice marovoi Gibbs, 1971
- Eunice martensi Grube, 1878
- Eunice masudai Miura, 1986
- Eunice medicina Moore, 1903
- Eunice megabranchia Fauchald, 1970
- Eunice microprion Marenzeller, 1879
- Eunice mindanavensis McIntosh, 1885
- Eunice misakiensis (Miura, 1987)
- Eunice modesta Grube, 1866
- Eunice monilifer (Chamberlin, 1919)
- Eunice mucronata Moore, 1903
- Eunice multicylindri Shisko, 1981
- Eunice multipectinata Moore, 1911
- Eunice murrayi McIntosh, 1885
- Eunice musorstomica Hartmann-Schröder, 1998
- Eunice mutabilis Gravier, 1900
- Eunice narconi Baird, 1869
- Eunice neocaledoniensis Lechapt, 1992
- Eunice nesiotes (Chamberlin, 1919)
- Eunice nicidioformis Treadwell, 1906
- Eunice nonatoi Carrera-Parra & Salazar-Vallejo, 1998
- Eunice northioidea Moore, 1903
- Eunice norvegica (Linnaeus, 1767)
- Eunice oerstedii Stimpson, 1853
- Eunice oliga (Chamberlin, 1919)
- Eunice orensanzi de Léon-González, 1990
- Eunice ornata Andrews, 1891
- Eunice ovalifera Fauvel, 1936
- Eunice pacifica Kinberg, 1865
- Eunice palauensis Okuda, 1937
- Eunice panamena (Chamberlin, 1919)
- Eunice papeetensis (Chamberlin, 1919)
- Eunice parasegregata Hartmann-Schröder, 1965
- Eunice parca Grube, 1878
- Eunice parvibranchis Grube, 1870
- Eunice paupera Grube, 1878
- Eunice pauroneurata (Chamberlin, 1919)
- Eunice pectinata Grube, 1869
- Eunice pelamidis Quatrefages, 1866
- Eunice pennata (Müller, 1776)
- Eunice perimensis Gravier, 1900
- Eunice perrieri Gravier, 1900
- Eunice petersi Fauchald, 1992
- Eunice philippinensis Hartmann-Schröder, 1998
- Eunice philocorallia Buchanan, 1893
- Eunice plessisi Rullier, 1972
- Eunice plicata Baird, 1869
- Eunice polybranchia (Verrill, 1880)
- Eunice prayensis Kinberg, 1865
- Eunice procera Grube, 1866
- Eunice profunda Miura, 1987
- Eunice prognatha McIntosh, 1885
- Eunice pruvoti Fauchald, 1992
- Eunice pulvinopalpata Fauchald, 1982
- Eunice purpurea Grube, 1866
- Eunice quinquefida Moore, 1903
- Eunice quoya Quatrefages, 1866
- Eunice reducta Fauchald, 1970
- Eunice reticulata Hsueh & Li, 2014
- Eunice riojai de León-González, 1988
- Eunice romanvivesi de Léon-González & Castañeda, 2006
- Eunice rosaurae Monro, 1939
- Eunice roussaei Quatrefages, 1866
- Eunice rubrivittata (Treadwell, 1921)
- Eunice rullieri Fauchald, 1992
- Eunice salvadorensis de Léon-González, Rivera & Romero, 2004
- Eunice savignyi Grube, 1878
- Eunice schemacephala Schmarda, 1861
- Eunice schizobranchia Claparède, 1870
- Eunice scombrinis Quatrefages, 1866
- Eunice sebastiani Nonato, 1965
- Eunice segregata (Chamberlin, 1919)
- Eunice semisegregata Fauchald, 1969
- Eunice senta (Moore, 1902)
- Eunice shihmenensis Hsueh & Li, 2014
- Eunice solita Amoureux, 1978
- Eunice sonorae Fauchald, 1970
- Eunice splendida Grube, 1856
- Eunice spongicola (Treadwell, 1921)
- Eunice stanleyi Fauchald, 1992
- Eunice stigmatura (Verrill, 1900)
- Eunice subdepressa Grube, 1866
- Eunice suviensis (Treadwell, 1922)
- Eunice tahitana Kinberg, 1865
- Eunice tanseiae Miura, 1986
- Eunice taoi Hsueh & Li, 2014
- Eunice tentaculata Kinberg, 1865
- Eunice tenuicirrata (Verrill, 1900)
- Eunice tenuis (Treadwell, 1921)
- Eunice tibiana (Pourtalès, 1867)
- Eunice tovarae Carrera-Parra & Salazar-Vallejo, 2011
- Eunice tribranchiata McIntosh, 1885
- Eunice tridentata Ehlers, 1905
- Eunice tristriata Grube, 1870
- Eunice tubicola (Treadwell, 1922)
- Eunice tubifex Crossland, 1904
- Eunice unibranchiata Imajima, 2006
- Eunice unidentata Rioja, 1962
- Eunice unifrons (Verrill, 1900)
- Eunice upoloae Zanol, Hutchings & Fauchald, 2020
- Eunice uschakovi Wu, Sun & Liu, 2013
- Eunice valenciennesii Grube, 1878
- Eunice validobranchiata Monro, 1937
- Eunice violaceomaculata Ehlers, 1887
- Eunice vittata (Delle Chiaje, 1828)
- Eunice vittatopsis Fauchald, 1970
- Eunice vivida Stimpson, 1853
- Eunice wasinensis Fauchald, 1992
- Eunice websteri Fauchald, 1969
- Eunice weintraubi Lu & Fauchald, 1998
- Eunice woodwardi Baird, 1869
- Eunice wui Lu & Fauchald, 1998
- Eunice yamamotoi Miura, 1986
- Eunice zonata Delle Chiaje, 1841

### Nomen dubium
- Eunice attenuata Grube, 1866
- Eunice binominata Quatrefages, 1866
- Eunice longicirrata (Kinberg, 1865)
- Eunice punctata (Risso, 1826)

### Synoniemen
- Eunice (Eriphyle) => Eunice Cuvier, 1817
- Eunice (Eriphyle) borneensis Grube, 1878 => Eunice borneensis (Grube, 1878)
- Eunice (Eriphyle) paloloides Moore, 1909 => Palola paloloides (Moore, 1909)
- Eunice (Eunice) => Eunice Cuvier, 1817
- Eunice (Eunice) aequabilis Grube, 1878 => Eunice aequabilis Grube, 1878
- Eunice (Eunice) afra Peters, 1854 => Eunice afra Peters, 1854
- Eunice (Eunice) pennate (Müller, 1776) => Eunice pennata (Müller, 1776)
- Eunice (Marphysa) Quatrefages, 1866 => Marphysa Quatrefages, 1865
- Eunice (Marphysa) aenea (Blanchard in Gay, 1849) => Marphysa aenea (Blanchard in Gay, 1849)
- Eunice (Marphysa) novaehollandiae (Kinberg, 1865) => Marphysa mossambica (Peters, 1854)
- Eunice (Marphysa) stragulum Grube, 1878 => Paucibranchia stragulum (Grube, 1878)
- Eunice (Nicidion) => Eunice Cuvier, 1817
- Eunice (Nicidion) gracilis (Crossland, 1904) => Eunice wasinensis Fauchald, 1992
- Eunice (Palola) => Palola Gray in Stair, 1847
- Eunice (Palola) siciliensis Grube, 1840 => Palola siciliensis (Grube, 1840)
- Eunice adriatica Schmarda, 1861 => Palola siciliensis (Grube, 1840)
- Eunice aedificatrix Monro, 1933 => Leodice aedificatrix (Monro, 1933)
- Eunice aenea Blanchard in Gay, 1849 => Marphysa aenea (Blanchard in Gay, 1849)
- Eunice aequabilis Grube, 1878 => Leodice aequabilis (Grube, 1878)
- Eunice afuerensis Hartman, 1944 => Leodice afuerensis (Hartman, 1944)
- Eunice americana Hartman, 1944 => Leodice americana (Hartman, 1944)
- Eunice amoureuxi Rullier, 1974 => Nicidion amoureuxi (Rullier, 1974)
- Eunice anceps Pruvot in Fauvel, 1930 => Eunice pruvoti Fauchald, 1992 (New name)
- Eunice annulicornis Johnston, 1865 => Leodice annulicornis (Johnston, 1865)
- Eunice antarctica Baird, 1869 => Leodice antarctica (Baird, 1869)
- Eunice antennata (Savigny in Lamarck, 1818) => Leodice antennata Savigny in Lamarck, 1818
- Eunice antillensis Ehlers, 1887 => Leodice antillensis (Ehlers, 1887)
- Eunice auriculata Treadwell, 1900 => Euniphysa auriculata (Treadwell, 1900)
- Eunice australis Quatrefages, 1866 => Leodice australis (Quatrefages, 1866)
- Eunice bassensis McIntosh, 1885 => Leodice bassensis (McIntosh, 1885)
- Eunice bellii Audouin & Milne Edwards, 1833 => Paucibranchia bellii (Audouin & Milne Edwards, 1833)
- Eunice bitorquata Grube, 1870 => Palola bitorquata (Grube, 1870)
- Eunice bowerbanki Baird, 1869 => Leodice bowerbanki (Baird, 1869)
- Eunice capensis Schmarda, 1861 => Marphysa capensis (Schmarda, 1861)
- Eunice cariboea Grube, 1856 => Nicidion cariboea (Grube, 1856)
- Eunice cincta (Kinberg, 1865) => Nicidion cincta Kinberg, 1865
- Eunice cingulata Claparède, 1868 => Eunice purpurea Grube, 1866
- Eunice cirrobranchiata McIntosh, 1885 => Eunice filamentosa Grube & Örsted in Grube, 1856
- Eunice claparedii Quatrefages, 1866 => Eunice torquata Quatrefages, 1866
- Eunice congesta Marenzeller, 1879 => Eunice vittata (Delle Chiaje, 1828)
- Eunice conglomerans Ehlers, 1887 => Eunice denticulata Webster, 1884
- Eunice culebra Treadwell, 1901 => Eunice cariboea Grube, 1856
- Eunice depressa Schmarda, 1861 => Marphysa depressa (Schmarda, 1861)
- Eunice dubia Woodworth, 1907 => Palola dubia (Woodworth, 1907)
- Eunice dubitatus Fauchald, 1974 => Eunice dubitata Fauchald, 1974
- Eunice ebranchiata Quatrefages, 1866 => Palola ebranchiata (Quatrefages, 1866)
- Eunice elseyi Baird, 1869 => Leodice elseyi (Baird, 1869)
- Eunice elsyi Baird, 1869 => Eunice elseyi Baird, 1869
- Eunice enteles (Chamberlin, 1918) => Leodice enteles Chamberlin, 1918
- Eunice enteles (Chamberlin, 1918) => Eunice monilifer (Chamberlin, 1919)
- Eunice fasciata McIntosh, 1910 => Eunice harassii Audouin & Milne Edwards, 1833
- Eunice flavopicta Izuka, 1912 => Eunice aphroditois (Pallas, 1788)
- Eunice fuscafasciata (Treadwell, 1922) => Nicidion fuscafasciata Treadwell, 1922
- Eunice gigantea (Lamarck, 1818) => Eunice aphroditois (Pallas, 1788)
- Eunice gracilicirrata (Treadwell, 1922) => Leodice gracilicirrata Treadwell, 1922
- Eunice gracilis Moore, 1903 => Eunice japonica Fauchald, 1992
- Eunice gunneri Storm, 1879 => Eunice norvegica (Linnaeus, 1767)
- Eunice hamata Schmarda, 1861 => Marphysa hamata (Schmarda, 1861)
- Eunice harassii Audouin & Milne Edwards, 1833 => Leodice harassii (Audouin & Milne Edwards, 1833)
- Eunice hawaiiensis Treadwell, 1906 => Eunice hawaiensis Treadwell, 1906
- Eunice insolata Amoureux, 1977 => Eunice insolita Amoureux, 1977
- Eunice insolita Amoureux, 1977 => Fauchaldius insolita (Amoureux, 1977)
- Eunice insularis Nogueira, Steiner & Amaral, 2001 => Nicidion insularis (Nogueira, Steiner & Amaral, 2001)
- Eunice januarii Grube, 1881 => Marphysa januarii (Grube, 1881)
- Eunice jeffreysii McIntosh, 1903 => Euniphysa jeffreysii (McIntosh, 1903)
- Eunice laticeps Ehlers, 1868 => Leodice laticeps (Ehlers, 1868)
- Eunice laurillardi Quatrefages, 1866 => Leodice laurillardi (Quatrefages, 1866)
- Eunice leuconuchalis Benham, 1900 => Eunice australis Quatrefages, 1866
- Eunice limosa Ehlers, 1868 => Leodice limosa (Ehlers, 1868)
- Eunice longicirrata Webster, 1884 => Eunice websteri Fauchald, 1969
- Eunice longiqua Kinberg, 1865 => Eunice antennata (Savigny in Lamarck, 1818)
- Eunice longisetis Webster, 1884 => Eunice macrobranchia Schmarda, 1861
- Eunice lucei Grube, 1856 => Leodice lucei (Grube, 1856)
- Eunice madeirensis Baird, 1869 => Palola madeirensis (Baird, 1869)
- Eunice magellanica McIntosh, 1885 => Eunice frauenfeldi Grube, 1866
- Eunice marcusi Zanol, Paiva & Attolini, 2000 => Leodice marcusi (Zanol, Paiva & Attolini, 2000)
- Eunice maxima Quatrefages, 1866 => Eunice roussaei Quatrefages, 1866
- Eunice megalodus Grube, 1878 => Euniphysa megalodus (Grube, 1878)
- Eunice metatropos Hanley, 1986 => Leodice metatropos (Hanley, 1986)
- Eunice mikeli Carrera-Parra & Salazar-Vallejo, 1998 => Nicidion mikeli (Carrera-Parra & Salazar-Vallejo, 1998)
- Eunice minuta Grube, 1850 => Eunice vittata (Delle Chiaje, 1828)
- Eunice miurai Carrera-Parra & Salazar-Vallejo, 1998 => Leodice miurai (Carrera-Parra & Salazar-Vallejo, 1998)
- Eunice mossambica Peters, 1854 => Marphysa mossambica (Peters, 1854)
- Eunice mutilata Webster, 1884 => Nicidion mutilata (Webster, 1884)
- Eunice mutilatoides Augener, 1922 => Nicidion mutilata (Webster, 1884)
- Eunice nigricans Schmarda, 1861 => Eunice macrobranchia Schmarda, 1861
- Eunice notata (Treadwell, 1921) => Nicidion notata (Treadwell, 1921)
- Eunice parva Hansen, 1882 => Eunice rubra Grube, 1856
- Eunice paucibranchis Grube, 1866 => Eunice australis Quatrefages, 1866
- Eunice pellucida Kinberg, 1865 => Eunice vittata (Delle Chiaje, 1828)
- Eunice pinnata (Müller, 1776) => Nereis pinnata Müller, 1776
- Eunice punctata Grube, 1856 => Eunice binominata Quatrefages, 1866
- Eunice punctata Peters, 1854 => Eunice petersi Fauchald, 1992
- Eunice pycnobranchiata McIntosh, 1885 => Leodice pycnobranchiata (McIntosh, 1885)
- Eunice quadrioculata Grube, 1856 => Marphysa quadrioculata (Grube, 1856)
- Eunice rissoi Quatrefages, 1866 => Eunice harassii Audouin & Milne Edwards, 1833
- Eunice rousseai => Eunice roussaei Quatrefages, 1866
- Eunice rousseaui => Eunice roussaei Quatrefages, 1866
- Eunice rubella Knox, 1951 => Leodice rubella (Knox, 1951)
- Eunice rubra Grube, 1856 => Leodice rubra (Grube, 1856)
- Eunice rubrocincta Ehlers, 1868 => Eunice harassii Audouin & Milne Edwards, 1833
- Eunice samoae Hartmann-Schröder, 1965 => Nicidion samoae (Hartmann-Schröder, 1965)
- Eunice siciliensis Grube, 1840 => Palola siciliensis (Grube, 1840)
- Eunice simplex Peters, 1854 => Palola simplex (Peters, 1854)
- Eunice spinea Miura, 1977 => Euniphysa spinea (Miura, 1977)
- Eunice stragulum Grube, 1878 => Paucibranchia stragulum (Grube, 1878)
- Eunice taenia Claparède, 1864 => Palolo siciliensis (Grube, 1840)
- Eunice tentaculata Quatrefages, 1866 => Eunice laticeps Ehlers, 1868
- Eunice teretiuscula Schmarda, 1861 => Marphysa teretiuscula (Schmarda, 1861)
- Eunice thomasiana Augener, 1922 => Leodice thomasiana (Augener, 1922)
- Eunice torquata Quatrefages, 1866 => Leodice torquata (Quatrefages, 1866)
- Eunice torresiensis McIntosh, 1885 => Leodice torresiensis (McIntosh, 1885)
- Eunice triantennata (Risso, 1826) => Marphysa triantennata (Risso, 1826)
- Eunice valens (Chamberlin, 1919) => Leodice valens Chamberlin, 1919
- Eunice valida Gravier, 1900 => Palola valida (Gravier, 1900)
- Eunice validissima Grube, 1866 => Eunice roussaei Quatrefages, 1866
- Eunice violacea Grube, 1856 => Eunice macrobranchia Schmarda, 1861